# Neu Zauche
Neu Zauche (in basso sorabo Nowa Niwa) è un comune di 1 065 abitanti del Brandeburgo, in Germania.

Appartiene al circondario di Dahme-Spreewald ed è parte dell'Amt Lieberose/Oberspreewald.

## Storia
Nel 2003 venne aggregato al comune di Neu Zauche il soppresso comune di Briesensee.

## Geografia antropica
Appartengono al comune di Neu Zauche le frazioni (Ortsteil) di Briesensee e Caminchen.

### Esplicative
1. ↑  Letteralmente: «Zauche nuova», in contrapposizione con la vicina Alt Zauche – «Zauche vecchia».

### Bibliografiche
1. 1 2  Amt für Statistik Berlin-Brandenburg - Ente statistico Berlino-Brandeburgo
2. ↑  (DE) Sechstes Gesetz zur landesweiten Gemeindegebietsreform betreffend die Landkreise Dahme-Spreewald, Elbe-Elster, Oberspreewald-Lausitz, Oder-Spree und Spree-Neiße, § 3 Abs. 4., su bravors.brandenburg.de.
3. ↑  (DE) Hauptsatzung der Gemeinde Neu Zauche, § 9 Abs. 1. (PDF), su lieberose-oberspreewald.de.